# Apanteles hypopygialis
Apanteles hypopygialis är en stekelart som beskrevs av Granger 1949. Apanteles hypopygialis ingår i släktet Apanteles och familjen bracksteklar. Inga underarter finns listade i Catalogue of Life.